# Berni Korbel
Bernd „Berni“ Korbel (* 1. August 1953 in Bottrop) ist ein ehemaliger deutscher Fußballspieler.

## Laufbahn
Berni Korbel begann seine Karriere in den 1960er Jahren beim VfB Bottrop. Mitte der 70er Jahre ging er zum Olympia Bocholt in der damals drittklassigen Verbandsliga Niederrhein. Im DFB-Pokal 1976/77 erreichte er mit dem Verein die 2. Hauptrunde, wo man dem von Rudi Gutendorf trainierten Bundesligisten Tennis Borussia Berlin erst im Wiederholungsspiel unterlag. In der Saison 1977/78 wurde Korbel mit Olympia Bocholt Niederrheinmeister und nahm an der Aufstiegsrunde zur 2. Bundesliga teil, wo man sich jedoch Wacker 04 Berlin und Holstein Kiel geschlagen geben musste. Der Niederrheinauswahlspieler (25 Länderpokal- und einige Freundschaftsspiele) wechselte nach der Oberligasaison 1979/80 gemeinsam mit seinem Teamkollegen Herbert Sprenger zum Lokalrivalen 1. FC Bocholt, der als Meister in die zweite Bundesliga aufgestiegen war. Da nach der Saison 1980/81 jedoch die eingleisige zweite Liga eingeführt wurde, waren die Chancen auf den Klassenerhalt gering und der Verein stieg sofort wieder ab. Im DFB-Pokal 1981/82 erreichte Korbel mit dem 1. FC Bocholt das Achtelfinale, wo man erst im Wiederholungsspiel Göttingen 05 unterlag. 1982 kehrte Berni Korbel zum Stadtrivalen Olympia Bocholt zurück. Mit dem Klub erreichte er noch einmal den DFB-Pokal 1984/85 und schied nach zwei Toren des jungen Olaf Thon gegen den FC Schalke 04 aus.
Berni Korbel bestritt insgesamt 34 Zweitligaspiele und erzielte vier Tore.